# 東京トワイライト・バスターズ
『東京トワイライト・バスターズ〜禁断の生贄帝都地獄変〜』（とうきょうトワイライト・バスターズ きんだんのいけにえていとじごくへん）は、1995年6月に日本テレネット・ウルフ・チームから発売されたPC-9801用アクションアドベンチャーゲームである。
1995年後半にWindows 95が発売され、ウルフ・チームとしてはPC-98シリーズの作品は最後となり、同年末に発売された『テイルズ オブ ファンタジア』を機にパソコン用ゲームソフトから家庭用ゲーム機ソフトの開発に舵を切ることになった。
ストーリー上、直接のつながりはないが、1994年に同社より発売された『妖撃隊 邪神降魔録』と世界観を共にしている。
2010年10月14日にはニンテンドーDS版がスターフィッシュ・エスディから発売された。

## 内容
1923年（大正12年）8月1日から始まり、多発する女性の連続失踪事件の真相を究明するホラーアドベンチャーである。通常のアドベンチャーパートと一定の時間までに謎を解くリアルタイムモードと探索アクションのパペットモーションモードの2つに分かれているほか、RPGの要素も含まれており、主人公を含めて4人までのパーティーを組んで協力・探索しながら迫り来るモンスターを倒して進んでいく。
事件はリアルタイムで進行しており、主人公がある場所にいる間に別の場所で殺人が起きたり、囚われの少女を救出している間に仲間が危機に陥るなど、進展の特徴を意味している。各キャラクターは感情を持っており、状態によっては行動不能になることがある。選択など、操作の遅速が展開に影響するのかは不明。
2時間程度で終了する一話完結型のショートシナリオを順に構成されたマルチストーリーになっている。

## あらすじ
ケンブリッジに留学中の草薙 祥は、15歳の誕生日早々に考古学者である父・琢磨が遺跡の発掘作業中に消息を絶ったことを知って帰国する。
そのころ、日本では女性たちが失踪する事件が起きており、事件の被害者の一人である由貴は救出されたものの、身寄りがいなくなったため、祥の義妹として草薙家に身を寄せることとなった。

## 登場人物
草薙 祥（くさなぎ しょう）
幼い頃からイギリス・ケンブリッジに留学していたが、父親が行方不明になったとの手紙を受け取り急遽帰国。全体的にバランスが取れ移動スピードは全員の中で速い。
草薙 由貴（くさなぎ ゆき）
今回の事件被害者の一人。彼女が囚われた地下牢から物語は始まる。能力は低いが、前半から魔法攻撃ができる貴重な存在。父は既に他界し母は今回の事件のショックで自殺し身寄りがいなくなってしまった為、血の繋がっていない妹として草薙家に匿う。
帯刀 杢念（たてわき もくねん）
草薙家の執事。老人で自ら行動する事は期待できないが柔術の心得があり肉弾戦には信頼を置ける
麻生 沙夜子（あそう さよこ）
父の助手を務めていた女性。探索力やアイテム発見に真価を発揮する。
鈴 麗華（りん れいか）
中華民国から失踪した妹を探しにやってきたシャーマン。探索以外のステータスは高め。
ヒルデリカ・リヒテンシュタイン
ドイツから来たサーカス団団長。当初は敵だったが少年愛（ショタコン）の性癖から祥達の方へ寝返る。魔法攻撃が強力で戦闘のスペシャリストとも言える存在。
鬼瓦権造（おにがわら ごんぞう）
警視庁の警部。失踪事件は警察、憲兵、特別高等警察も捜査に全面協力するという方針の為力を貸す。魔法と精神以外のステータスは高め。
九条 静　（くじょう しずか）
祥の幼馴染、通称「お静ちゃん」。ハイカラでこの時代の理想的な男に尽くす大和撫子に育った為、探索・戦闘共に全く不向きであるがストーリー上大きな役割を持つ。由貴と同じく連続失踪事件の被害者となる。

## 反響
ライターの梅本ゆきたかは、DS版の発売に合わせて2010年に4Gamer.netに寄せた記事の中で、オリジナル版が発売された当時はCD-ROMもしくはハードディスクドライブが登場しており、その中で本作は10枚のフロッピーディスクで構成されていたため、ユーザーが手を出しにくかったのではないかと分析している。また、この当時はすでにWindows 3.1が普及していたことに加え、同年内にはWindows 95も発売されていたため、オリジナル版のハードであるPC-9801シリーズはどんどん追いやられていった。以上のことから、梅本はこの当時の日本のPCゲームメーカーがPC-9801かWindowsのどちらにするか選択を迫られていたに違いないと推測し、「その渦中に発売された『東京トワイライトバスターズ』は，当時の市場混迷の波と，Windows系にシフトした報道に埋もれてしまった作品だといえるだろう。」と分析している。